# Jakob Erhardt
Pour les articles homonymes, voir Erhardt.
Johann Jakob Erhardt, né le 17 avril 1823 à Bönnigheim et mort le 14 août 1901 à Stuttgart, est un missionnaire et explorateur allemand. 

## Biographie

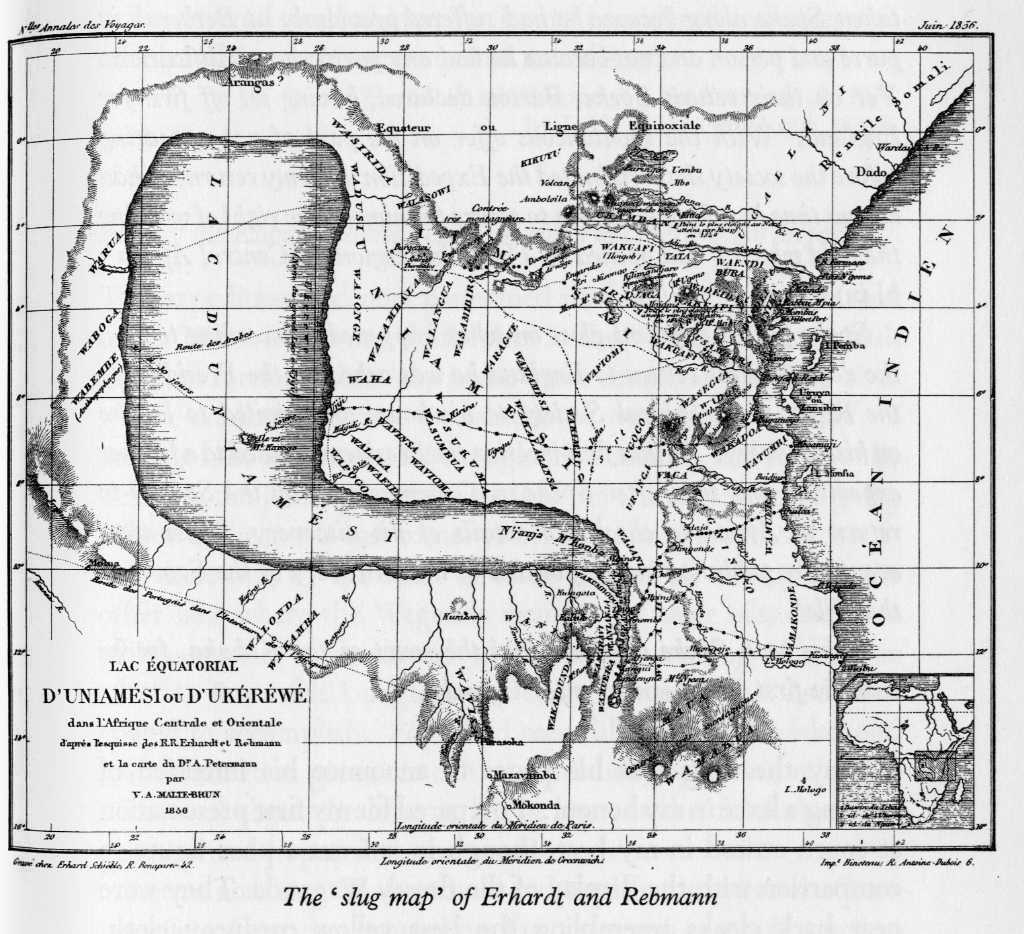
Carte erronée, datée de 1856, montrant le « Lac équatorial d'Uniamési ou d'Ukuréwé ».

Membre de la Mission de Bâle dès 1846, il étudie à la Church Mission Society de Londres de 1846 à 1848 et est ordonné en 1848. Il joint la mission de Mombasa à Rabai en 1846 pour accompagner Johann Ludwig Krapf et Johannes Rebmann jusqu'en 1852 dans leurs expéditions vers le centre de l'Afrique. Erhardt est ainsi un des premiers à témoigner de l'existence de grands lacs au cœur du continent. Visitant les régions du Nil, il inspire les voyages de Speke et Burton. 
En 1855, il organise une importante expédition dans l'est de l'Afrique mais échoue. L'année suivante, dans un mémoire, il annonce, à tort, qu'il existe un grand lac près des plaines des Maasaï. Ce lac (Uniamesi) n'est en réalité que plusieurs étangs. Il dresse aussi une carte du pays Rabai et du lac Tanganyika effectuée grâce aux renseignements des trafiquants arabes mais cette carte va s'avérer fantaisiste.

## Publications
- Journal of his Journey to Usambara and three month's stay with the King of the Country, 1853
- Vocabulary of the Enguduk lloigob (Massai), 1857

## Hommage
Il est mentionné dans le premier chapitre du roman de Jules Verne Cinq semaines en ballon.